# Дорсолатеральная префронтальная кора
Дорсолатеральная префронтальная кора (сокр. длПФК) — является областью префронтальной коры головного мозга приматов. Одна из недавно изученных частей головного мозга. Эта часть мозга проходит длительный период созревания, который длится до взрослой жизни. длПФК является не анатомической структурой, а скорее функциональной. Расположена в средней лобной извилине человека (т.е. в латеральной части зоны Бродмана 9 и 46). У макак она находится вокруг основной борозды (т. е. в области Бродмана 46). В одном исследовании считают, что длПФК анатомически относится к полям 8, 9 и 46, в другом 9 и 10.
длПФК имеет связи с орбитофронтальной корой, а также таламусом, частями базальных ганглиев (в частности, дорсальным хвостатым ядром), гиппокампом и первичными и вторичными ассоциативными областями неокортекса (включая заднюю височную, теменную и затылочную области). длПФК также является конечной точкой для дорсального пути (потока), который связан с тем, как взаимодействовать со стимулами.
Важной функцией длПФК являются исполнительные функции, такие как рабочая память, когнитивная гибкость, планирование, торможение, и абстрактное мышление. Тем не менее длПФК не несет исключительной ответственности за исполнительные функции. Вся сложная психическая деятельность требует дополнительных корковых и подкорковых цепей, с которыми связана длПФК. длПФК так же является самой высокой областью коры, которая участвует в планировании, организации и регуляции моторики.
Уравновешивает длПФК вторая главная область - вентральная часть префронтальной коры, и в особенности её вентромедиальная часть (вмПФК).

## Структура
Поскольку длПФК состоит из пространственно-избирательных нейронов, эта функциональная часть мозга имеет нейронную схему, которая охватывает весь спектр подфункций, необходимых для выполнения интегрированного ответа, таких как: сенсорный ввод, удержание в кратковременной памяти и двигательная сигнализация. Исторически длПФК определялась её связью с верхней височной корой, задней теменной корой, передней и задней поясной корой, премоторной корой, ретроспленальной корой и новым мозжечком. Эти соединения позволяют длПФК регулировать активность этих регионов, а также получать информацию от этих регионов и регулироваться ими.

## Функции

### Основные функции
длПФК известна участием в исполнительных функциях, что является общим термином для управления когнитивными процессами, включая рабочую память, когнитивную гибкость и планирование. Несколько задач были очень знаменитыми в исследованиях длПФК, таких как задача А не Б, задача с отложенным ответом и задачи поиска объекта. Поведенческая задача, которая наиболее тесно связана с длПФК, представляет собой комбинированную задачу А не Б с отложенным ответом, в которой субъект должен найти спрятанный объект после определённой задержки. Эта задача требует удержания информации в уме (рабочей памяти), что считается одной из функций длПФК. Важность длПФК для рабочей памяти была подтверждена исследованиями на взрослых макаках. Поражения которые разрушили длПФК, нарушили выполнения макаками задачи А не Б с отсрочкой ответа, тогда как поражения других частей мозга не повлияли на выполнение этой задачи.
длПФК не требуется для памяти одного элемента, таким образом, повреждение дорсолатеральной префронтальной коры не ухудшает опознавательную память. Тем не менее, если необходимо сравнить два элемента по памяти, требуется участие длПФК. Люди с повреждённым длПФК не могут идентифицировать увиденное изображение через некоторое время, когда им предоставляется возможность выбрать из двух изображений. Более того, эти испытуемые также не прошли Висконсинский тест сортировки карточек, так как они теряют представление о правиле, верном в данный момент, и упорно организуют свои карточки в соответствии с ранее правильным правилом. Точно так же длПФК чаще всего связана с дисфункцией влечения, внимания и мотивации.

#### Принятие решений
длПФК участвует как в рискованных, так и в моральных решениях, когда людям приходится принимать моральные решения, например, распределять ограниченные ресурсы, длПФК активируется. Эта область так же активна, когда интерес представляют затраты и выгоды альтернативных вариантов. Точно так же, когда существуют варианты выбора альтернатив, длПФК вызывает предпочтение наиболее справедливого варианта и подавляет искушение максимизировать личную выгоду.

#### Рабочая память
Рабочая память — это система, которая активно удерживает в уме множество фрагментов временной информации, где ими можно манипулировать. длПФК так же важна для оперативной памяти, снижение активности в этой области коррелирует с плохой производительностью при выполнении задач на рабочую память. Однако в рабочую память вовлечены и другие области мозга.
Продолжается дискуссия о том, специализируется ли длПФК на определённом типе рабочей памяти, а именно на вычислительных механизмах для наблюдения и манипулирования элементами, или имеет ли она определённое содержание зрительно-пространственной информации, позволяющая мысленно представить пространство.

### Дополнительные функции
длПФК также может быть вовлечена в акт обмана и лжи, который как считается, подавляет нормальную склонность к правдивости. Исследования также показывают, что использование ТМС на длПФК может препятствовать способности человека лгать или говорить правду.
Кроме того, подтверждающие данные свидетельствуют о том, что длПФК также может играть роль в поведенческой адаптации, вызванной конфликтом, например, когда человек решает, что делать, столкнувшись с противоречивыми правилами. Одним из способов проверки этого является тест Струпа, в котором испытуемым показывают название чернил как можно быстрее. Конфликт возникает, когда цвет чернил не соответствует названию напечатанного цвета. Во время этого эксперимента отслеживание активности мозга испытуемых показало заметную эффективность в длПФК. Активация длПФК коррелирует с поведенчискими характеристиками, что говорит о том что эта область поддерживает высокие требования задачи по разрешению конфликта, и таким образом, теоретически играет роль в установлении контроля.
длПФК так же может быть связана с человеческим интеллектом. Однако даже если обнаружены корреляции межлу длПФК и человеческим интеллектом, это не обозначает, что весь человеческий интеллект является функцией длПФК. Другими словами, эта область может быть отнесена к общему интеллекту в более широком смысле, а также к весьма спецефическим ролям, но не ко всем ролям. Например использование визуализирующих исследований, таких как ПЭТ и фМРТ, указывает на участие длПФК в дедуктивных, силлогистических рассуждениях. В частности, при выполнении действий, требующих силлогистических рассуждений, левые длПФК-области особенно и постоянно активны.
длПФК также может быть вовлечена в тревогу, вызванную угрозой. В одном эксперименте участников попросили оценить себя как поведенчески заторможенные или нет. Более того, те, кто оценивал себя как поведенчески заторможенные, проявляли большую тоническую (покоящую) активность в правой задней ДЛПФК. Такую активность можно увидеть с помощью записей электроэнцефалограммы (ЭЭГ). Люди с заторможенным поведением чаще испытывают чувство стресса и беспокойства при столкновении с особенно опасной ситуацией. Согласно одной из теорий, восприимчивость к тревоге может увеличиться в результате проявления бдительности. Доказательства этой теории включают нейровизуализацию. Исследования, которые демонстрируют активность длПФК, когда человек проявляет бдительность. В частности, предполагается, что тревога, вызванная угрозой, также может быть связана с неспособностью решать проблемы, что приводит к неуверенности. Когда человек испытывает неуверенность, в области длПФК повышается активность. Другими словами, такую активность можно проследить до тревоги, вызванной угрозой.

#### Социальное познание
Среди префронтальных долей длПФК оказывает наименьшее прямое влияние на социальное поведение. длПФК вносит свой вклад в социальные функции посредством своей основой специализации — исполнительных функций, например при решении сложных социальных ситуаций, принятие социальной перспективы, вывод о намерениях других людей, подавление эгоистичного поведения, и обязательства в отношениях.

#### Отношения к нейромедиаторам
Поскольку длПФК претерпевает длительные изменения в процессе созревания, одним из изменений, которое было приписано длПФК для достижения ранних когнитивных достижений, является повышение уровня нейротрансмиттера дофамина в длПФК. В исследованиях, где дофаминовые рецепторы взрослых макак были заблокированы, было замечено, что у взрослых макак был дефицит в задаче А не Б, как если бы длПФКбыл удален полностью. Аналогичная ситуация наблюдалась, когда макакам вводили МФТП, снижающий уровень дофамина в длПФК. Несмотря на то, что физиологических исследований участия холинергических действий в подкорковых областях не проводилось, поведенческие исследования показывают, что нейромедиатор ацетилхолин имеет важное значение для функции рабочей памяти длПФК.

## Клиническое значение

### Шизофрения
Шизофрения может быть частично связана с отсутствием активности в лобной доле. Дорсолатеральная префронтальная кора особенно малоактивна, когда у человека хроническая шизофрения. Шизофрения также связана с отсутствием нейромедиатора дофамина в лобной доле. Дисфункции длПФК уникальны среди пациентов с шизофренией, поскольку те, у кого диагностирована депрессия, как правило, не имеют такой же аномальной активации в длПФК во время задач, связанных с рабочей памятью. Рабочая память зависит от стабильности и функциональности длПФК, поэтому снижение активации длПФК приводит к тому, что пациенты с шизофренией плохо справляются с задачами, связанными с рабочей памятью. Плохая производительность способствует дополнительным ограничениям емкости рабочей памяти, которые превышают ограничения для нормальных пациентов. Когнитивные процессы, которые в значительной степени связаны с длПФК, такие как память, внимание и обработка более высокого порядка, являются функциями, которые однажды искажены и способствуют болезни.

### Депрессия
Наряду с областями мозга, такими как лимбическая система, дорсолатеральная префронтальная кора в значительной степени связана с большим депрессивным расстройством. длПФК может способствовать депрессии из-за участия в расстройстве на эмоциональном уровне на стадии подавления. В то время как задачи рабочей памяти, по-видимому, обычно активируют длПФК уменьшенный объем серого вещества коррелирует с его сниженной активностью. длПФК также может иметь связи с вентромедиальной префронтальной корой в своих функциях при депрессии. Это можно объяснить тем, что когнитивные функции длПФК также могут включать эмоции, а эмоциональные эффекты вмПФК также могут включать самосознание или саморефлексию. Повреждение или повреждение длПФК также может привести к усилению выраженности симптомов депрессии.

### Стресс
Воздействие сильного стресса также может быть связано с повреждением ДЛПФК. В частности, острый стресс оказывает негативное влияние на высшую когнитивную функцию, известную как рабочая память, которая также является функцией ДЛПФК. В эксперименте исследователи использовали фМРТ для записи активности нейронов у здоровых людей, которые выполняли задания в стрессовой среде. Когда стресс успешно воздействовал на испытуемых, их нейронная активность демонстрировала снижение активности, связанной с рабочей памятью, в длПФК. Эти результаты не только демонстрируют важность области длПФК в отношении стресса, но также предполагают, что длПФК может играть роль в других психических расстройствах. Например, у пациентов с посттравматическим стрессовым расстройством ежедневные сеансы правосторонней дорсолатеральной префронтальной повторяющейся транскраниальной магнитной стимуляции с частотой 10 Гц приводили к более эффективной терапевтической стимуляции.

### Употребление психоактивных веществ
Расстройства, связанные с употреблением психоактивных веществ, могут коррелировать с дисфункцией дорсолатеральной префронтальной коры. Было показано, что те, кто употребляет наркотики в рекреационных целях, склонны к более рискованному поведению, что, возможно, связано с дисфункцией длПФК. Исполнительные контролирующие функции длПФК у людей, которые рекреационно употребляют наркотики, могут иметь связь, которая уменьшается с областями факторинга риска, такими как передняя поясная кора и островок. Эта ослабленная связь показана даже у здоровых субъектов, таких как пациент, который продолжал принимать рискованные решения с разрывом между их длПФК и островковой долей. Поражения длПФК могут привести к безответственности и свободе от запретов и употребление наркотиков может вызвать ту же реакцию готовности или вдохновения участвовать в дерзкой деятельности.

#### Алкоголь
Алкоголь вызывает дефицит функции префронтальной коры. Поскольку передняя поясная кора подавляет любое ненадлежащее поведение путем обработки информации в исполнительной сети длПФК. В задаче, известной как Кембриджская задача риска, у участников употребляющие ПАВ была более низкая активация длПФК. В частности, в тесте, связанном с алкоголизмом, в задаче под названием «Колесо фортуны» (WOF) подростки с семейным анамнезом алкоголизма демонстрировали более низкую активацию длПФК. Подростки, у которых не было членов семьи с алкоголизмом в анамнезе, не демонстрировали такого же снижения активности.